# Fundătura (okręg Kluż)
Fundătura – wieś w Rumunii, w okręgu Kluż, w gminie Iclod. W 2011 roku liczyła 705 mieszkańców.